# بی کون
بی کون (انگلیسی: Bi Kun؛ زادهٔ ۱۲ نوامبر ۱۹۹۵) قایقران قایق بادبانی اهل چین است.
وی در مسابقات کشوری و بین‌المللی در مجموع برندهٔ ۱ مدال طلا، ۱ مدال برنز شده‌است.